# Gnathophis
Gnathophis là một chi cá chình biển trong họ cá lạc/cá chình vườn Congridae thuộc bộ cá chình Anguilliformes

## Cá loài
Hiện hành có 27 loài được ghi nhận trong chi này:
- Gnathophis andriashevi Karmovskaya, 1990
- Gnathophis asanoi Karmovskaya, 2004
- Gnathophis bathytopos D. G. Smith & Kanazawa, 1977 (Blackgut conger)
- Gnathophis bracheatopos D. G. Smith & Kanazawa, 1977 (Longeye conger)
- Gnathophis capensis (Kaup, 1856) (Southern Atlantic conger)
- Gnathophis castlei Karmovskaya & Paxton, 2000 (Castle's conger)
- Gnathophis cinctus (Garman, 1899) (Hardtail conger)
- Gnathophis codoniphorus Maul, 1972
- Gnathophis grahami Karmovskaya & Paxton, 2000 (Graham's conger)
- Gnathophis habenatus (J. Richardson, 1848) (Little conger eel)
- Gnathophis heterognathos (Bleeker, 1858-59)
- Gnathophis heterolinea (Kotthaus, 1968)
- Gnathophis leptosomatus Karrer, 1982
- Gnathophis longicauda (E. P. Ramsay & J. D. Ogilby, 1888) (Little conger)
- Gnathophis macroporis Karmovskaya & Paxton, 2000 (Largepore conger)
- Gnathophis melanocoelus Karmovskaya & Paxton, 2000
- Gnathophis microps Karmovskaya & Paxton, 2000 (Smalleye conger)
- Gnathophis musteliceps (Alcock, 1894)
- Gnathophis mystax (Delaroche, 1809) (Thinlip conger)
- Gnathophis nasutus Karmovskaya & Paxton, 2000
- Gnathophis neocaledoniensis Karmovskaya, 2004
- Gnathophis nystromi (D. S. Jordan & Snyder, 1901)
  - Gnathophis nystromi ginanago (Asano, 1958)
  - Gnathophis nystromi nystromi (D. S. Jordan & Snyder, 1901)
- Gnathophis parini Karmovskaya, 1990
- Gnathophis smithi Karmovskaya, 1990
- Gnathophis tritos D. G. Smith & Kanazawa, 1977
- Gnathophis umbrellabius (Whitley, 1946) (Umbrella conger)
- Gnathophis xenica (Matsubara & Ochiai, 1951)